# Ernst Klefbeck
Ernst Alarik Klefbeck (i riksdagen kallad Klefbeck i Stockholm), född 25 december 1866 i Skara stadsförsamling, Skaraborgs län, död 27 april 1950 i Katarina församling, Stockholms stad, var en svensk präst och socialdemokratisk riksdagsman.
Klefbeck avlade teoretisk teologisk examen vid Uppsala universitet 1889, praktisk teologisk examen 1890. Klefbeck var pastorsadjunkt i Borås 1891 innan han blev brukspredikant på bruksorten Jonsered utanför Göteborg 1892–1897. I Jonsered  efterträdde han Kristian Torin. I Jonsered uppmuntrade Klefbeck bildandet av idrottsföreningar. Han blev sedan pastorsadjunkt i Katarina församling i Stockholm och senare från 1917 till 1938 kyrkoherde i Sofia församling.
Han var även socialdemokratisk politiker, tillhörde 1907–1923 Stockholms stadsfullmäktige och var 1912–1937 ledamot av första kammaren i Sveriges riksdag. År 1899 startade han en förening för bland annat idrott och den sammanslutningen fick namnet Pastorns Gossar. Föreningen beviljades inträde i Riksidrottsförbundet 1908 som PG:s Sim och Idrottsklubb. Efter OS 1912 bytte föreningen namn till SoIK Hellas.
Han har fått en gata i Sofia församling uppkallad efter sig, Klefbecks backe.